# Oklahoma (Schiff)
Die USS Oklahoma (BB-37), ein Schlachtschiff der Nevada-Klasse, war das bislang einzige Schiff der United States Navy, das nach Oklahoma, dem 46. Staat der Vereinigten Staaten, benannt wurde. Die Kiellegung erfolgte am 26. Oktober 1912 durch die New York Shipbuilding in Camden, New Jersey. Der Stapellauf erfolgte am 23. März 1914, nachdem das Schiff von Miss Lorena J. Cruce getauft worden war. Am 2. Mai 1916 wurde das Schiff in Philadelphia, Pennsylvania, unter dem Kommando von Captain Roger Welles in Dienst gestellt.
Nach ihrer Zuweisung zur Atlantikflotte bekam die Oklahoma mit Norfolk, Virginia, einen Heimathafen. Mit ihrem Schwesterschiff Nevada trainierte das Schiff bis zum 13. August 1918 vor der Ostküste der Vereinigten Staaten, um für ihre Aufgabe, dem Schutz alliierter Geleitzüge in europäischen Gewässern, gerüstet zu sein. Im Dezember war sie Teil der Eskorte für US-Präsident Woodrow Wilson bei dessen Ankunft in Frankreich. Am 14. Dezember lief sie Richtung New York City aus und nahm später an den Winterübungen der Flotte in kubanischen Gewässern teil. Sie kehrte am 15. Juni 1919 nach Brest zurück, um erneut Präsident Wilson – an Bord des Transporters George Washington – nach der Beendigung seiner zweiten Frankreich-Reise nach Hause zu begleiten. Am 8. Juli wurde New York erreicht.
Ab dem 6. Dezember 1940 war Pearl Harbor Heimatbasis für alle Patrouillenfahrten und Übungen. Am Tag des Angriffs auf Pearl Harbor lag die Oklahoma in der Battleship Row vor Anker. Dort lag sie auf der Außenseite längsseits der Maryland. Unmittelbar nach dem Beginn des Angriffs wurde sie von drei Torpedos an ihrer Backbordseite getroffen. Als sie bereits schwere Schlagseite hatte, schlugen noch zwei weitere Torpedos in Oberdeck und Aufbauten ein. Nach zwanzig Minuten hatte sich das Schiff auf die Seite gelegt und nur noch die Steuerbordseite des Rumpfes ragte aus dem Wasser. Einige der Überlebenden kletterten an Bord der Maryland und unterstützten die Bedienungsmannschaften der Flugabwehrgeschütze. Zwanzig Offiziere und 395 Unteroffiziere und Mannschaften wurden beim Untergang getötet oder blieben vermisst. Der 20-jährige Seaman First Class James Richard Ward weigerte sich, das Schiff zu verlassen und rettete mehrere Kameraden aus dem Inneren des Schiffes, wobei er aber selbst ums Leben kam. Er wurde später mit der Medal of Honor, der höchsten Tapferkeitsauszeichnung der US-Streitkräfte geehrt, zudem benannte die Navy den 1943 in Dienst gestellten Zerstörer J. Richard Ward nach ihm.

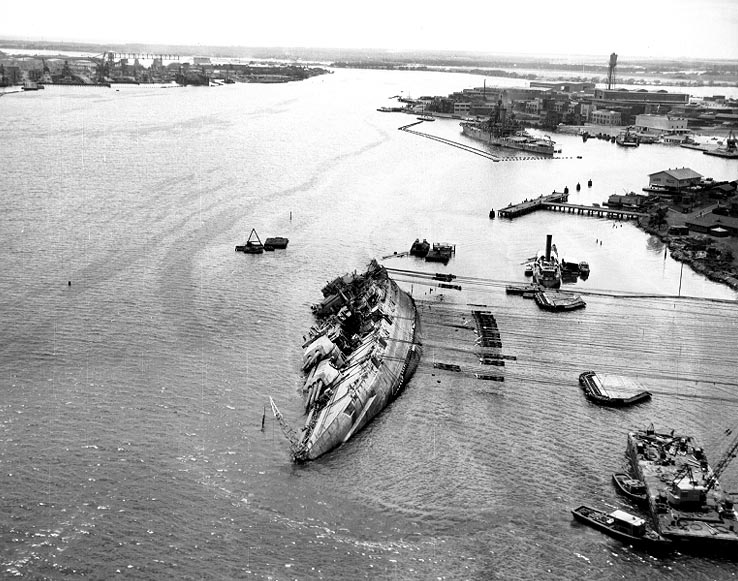
Aufrichtung der Oklahoma im März 1943

Die Bergung des Wracks begann im März 1943 und war schwierig, da es zuerst aufgerichtet werden musste. Am 28. Dezember 1943 konnte die Oklahoma ins Trockendock geschleppt werden. Die Aufbauten waren zuvor entfernt worden. Am 1. September 1944 wurde das Schiff endgültig aufgegeben und am 5. Dezember 1946 als Schrott verkauft. Beim Abschleppen zum vorgesehenen Abwrackort San Francisco riss sie sich am 17. Mai 1947 los und sank 540 Seemeilen von Pearl Harbor entfernt.
Die Oklahoma erhielt für ihren Dienst im Zweiten Weltkrieg einen Service Star.